# Гоморовичі
Гоморовичі (рос. Гоморовичи) — присілок у Подпорозькому районі Ленінградської області Російської Федерації.
Населення становить 4 особи. Належить до муніципального утворення Подпорозьке міське поселення.

## Історія
Згідно із законом від 1 вересня 2004 року № 51-оз належить до муніципального утворення Подпорозьке міське поселення.

## Населення
| 2007 | 2010 |
| ---- | ---- |
| 2    | ↗4   |